# Wellyson Luiz de Oliveira Sobrau
Wellyson Luiz de Oliveira Sobrau, hay Wellyson (sinh ngày 6 tháng 3 năm 1994) là một cầu thủ bóng đá người Brasil thi đấu ở vị trí tiền vệ phòng ngự cho AFC Eskilstuna tại Superettan.
Wellyson thi đấu cho Guarani FC tại Campeonato Paulista năm 2013 và 2014.

## Danh hiệu

### Câu lạc bộ
Tirana
- Siêu cúp bóng đá Albania: (1) 2017